# مهدي الفلوجي
السيّد مهدي بن عمران بن سعيد الفلّوجي الحلّي (1863 - 1 أغسطس 1938) شاعر عراقي. ولد في الحلة ونشأ فيها يقرأ على والده الذي لمس منه موهبة أدبية، فعني بتربيته وتوجيهه ثم لازم آل القزويني وأفاد من علومهم. ثمّ هاجر إلى النجف ودرس فيها، وتضلّع في علم اللغة والقواعد، والعروض، فتفوّق على أقرانه، وغدا حكمًا يلجأ إليه في المنازعات الأدبية. توفّي في الحلة ودفن في النجف في العتبة العلوية.

## سيرته
هو السيّد مهدي بن عمران بن سعيد بن عمران بن دخيل بن حسن الموسوي الفلوجي الحلي. ولد في مدينة الحلة سنة 1863 م/ 1280 هـ. نشأ على أبيه، فلما لاحت مواهبه الأدبية لازم دار آل القزويني في صباه، وغدا من خاصة عميد أسرتها مهدي القزويني، فأفاد منه، كما أفاد من أولاده، ثم اتصل بأعلام شعراء عصره، منهم: السيد حيدر والشيخ حمادي نوح، فأخذ عنهم صناعة النظم، وتفقه في أسرار الشعر، كما اطلع على قواعد العربية والعروض.

كان من ذوي الجد والثروة والمكانة المرموقة في الحلة، وقد مارس العمل التجاري (بيع الأقمشة) والعمل الزراعي أيضًا.

توفي في الكاظمية في يوم 1 أغسطس 1938/ 5 جمادى الاخرة 1357، ودفن في النجف في العتبة العلوية في الإيوان الذهبي.

## شعره
ذكره عبد العزيز البابطين في معجمه وقال «نظم وخاض الأغراض المعروفة من رثاء ومدح وتأريخ وتهنئة، كما نظم في الغزل، وهو في ذلك كله يجري على المألوف من موروث الشعر العربي صورًا وأخيلة، وله في ذلك إفادات من علمي البيان والبديع، أفاد من التضمينات في بعض قصائده، كما شطر بعض القصائد وخمس بعضها، وله نظم على نسق الموشحة، فيه عذوبة. يتميز شعره بالجزالة، وحسن السبك، ودقة البيان.مدحه بعض الشعراء، ورثاه عدد من الأدباء والشعراء.» 